# Ivy Latimer
Pour les articles homonymes, voir Latimer.
 (octobre 2014).
Si vous disposez d'ouvrages ou d'articles de référence ou si vous connaissez des sites web de qualité traitant du thème abordé ici, merci de compléter l'article en donnant les références utiles à sa vérifiabilité et en les liant à la section « Notes et références ».
Ivy Joy Latimer (née le 1er décembre 1994 en Californie aux États-Unis) est une actrice australienne. Elle est surtout connue pour avoir interprété le rôle de Nixie Santos dans la série dérivée de H2O, Les Sirènes de Mako.

## Biographie
Ivy Latimer est née le 1er décembre 1994 en Californie aux États-Unis mais lorsqu'elle était âgée de 6 ans, elle a déménagé à Newcastle en Australie. Ivy a été scolarisée à l'école d'arts Hunter School of Performing Arts à Broadmeadow à Newcastle. En 2007, elle a participé, avec quelques camarades de classes, dans le festival du film amateur Shoot Out, gagnant la seconde place dans la catégorie de moins de 18 ans.

### Carrière
Entre 2002 et 2003, Ivy a été invitée dans la série télévisée australienne Pacific Homicide où  elle a joué le rôle de Lel dans quatorze épisodes de cette série. De 2004 à 2006, elle est apparue dans sept épisodes de la série télévisée australienne Love My Way où elle a joué le rôle de Ashley McCluskey. De 2010 à 2011, Ivy joue le rôle de Angela Carlson, l'un des rôles principaux dans la série télévisée australienne Me and My Monsters. En mai 2012, Ivy obtient le rôle de Nixie Santos, l'un des rôles principaux dans la série dérivée de H2O, Les Sirènes de Mako aux côtés de Lucy Fry et Amy Ruffle. La série est diffusée à partir du 26 juillet 2013 sur Network Ten et Netflix.  Ivy et Lucy n'ont pas signé leur contract pour une seconde saison et quittent la série au bout d'une seule saison. Elles sont remplacées par Allie Bertram et Isabel Durant. En 2012, elle a été l'une des finalistes de Melbourne International Comedy Festival. En juillet 2014, elle est invitée à l'émission de télévision divertissante australien Studio 3, en tant que présentatrice.

## Vie privée
Le second nom de Ivy est Joy. Elle est née en Californie aux États-Unis. Elle mesure 1,59m. Elle aime jouer au football et faire du skateboard. Elle aime aussi courir ainsi que de l'escalade. Elle aime regarder Bob l'éponge et Les Tortues Ninja.

## Filmographie

### Cinéma
- 2009 : Franswa Sharl (court métrage) : Cassie Bishop
- 2009 : Accidents Happen (en) : Linda Conway
- 2011 : Boys On Film 6: Pacific Rim (it) : Cassie Bishop (segment Franswa Sharl)

### Télévision
- 2002 : All Saints (en) : Madelaine James (saison 5, épisode 3)
- 2002-2003 : White Collar Blue (en) : Lel (14 épisodes)
- 2003 : Grass Roots (en) : Chantelle (saison 2, épisode 7)
- 2004 : The Cooks (en) : Isabella (épisode 6)
- 2004-2006 : Love My Way (en) : Ashley McClusky (7 épisodes)
- 2005 : Summer Bay : Olivia Fraser (6 épisodes)
- 2010-2011 : Me and My Monsters (en) : Angela (26 épisodes)
- 2011 : Underbelly : Constance Solomon (saison 4, épisode 8)
- 2013 : Les Sirènes de Mako : Nixie (26 épisodes)

### Clip musical
- 2021 : Fireworks de Simo Soo (en) (clip musical)